# KT Rolster
kt Rolster là một tổ chức thể thao điện tử đa ngành của Hàn Quốc được thành lập vào năm 1999 với Korea Telecom là nhà tài trợ chính. Là thành viên của Hiệp hội thể thao điện tử Hàn Quốc, KT Rolster nắm giữ một trong những đội StarCraft giàu có và thành công nhất trên thế giới, đồng thời là một trong những đội Liên Minh Huyền Thoại thành công tại Hàn Quốc.

## Liên Minh Huyền Thoại

### Lịch sử
Vào tháng 10 năm 2012, kt Rolster đã bổ sung thêm hai đội Liên Minh Huyền Thoại với các thành viên từ đội NaJin Shield và đội StarTale vừa tan rã.
kt Rolster lọt vào tứ kết của Chung kết thế giới 2015, Chung kết thế giới 2018, và Chung kết thế giới 2023.

### Thành tích

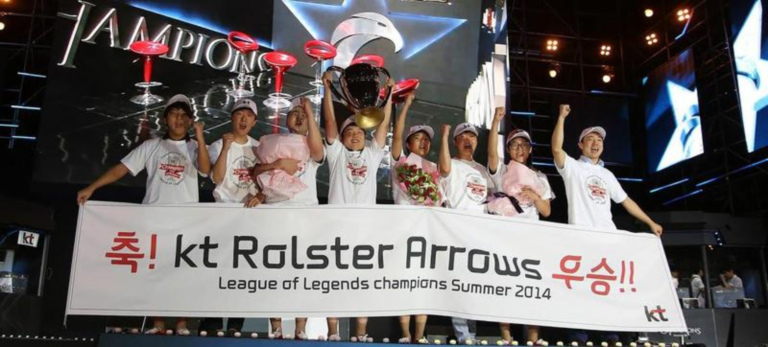

#### kt Arrows
- Vô địch HOT6iX Champions Summer 2014

#### kt Bullets
- Huy chương vàng Đại hội Thể thao Trong nhà và Võ thuật châu Á 2013
- Vô địch Intel Extreme Masters Season VIII World

#### kt Rolster
- Tứ kết Chung kết thế giới 2015
- Vô địch KeSPA Cup 2017
- Vô địch LCK Mùa Hè 2018
- Tứ kết Chung kết thế giới 2018
- Tứ kết Chung kết thế giới 2023